# Jalihal, Badami
Jalihal là một làng thuộc tehsil Badami, huyện Bagalkot, bang Karnataka, Ấn Độ.